# Lü Zhi
Lü Zhi (chinesisch 呂雉 / 吕雉, Pinyin Lǚ Zhì; förmlich: 呂太后 / 吕太后,  Lǚ Tàihòu; oder 高皇后,  Gaō Huánghoù, † 180 v. Chr.) war Kaiserin, Kaiserinwitwe und Kaiseringroßwitwe im China der Han-Dynastie. Sie war die Frau des ersten Han-Kaisers Han Gaozu und Mutter des Kaisers Han Huidi. Nach dem Tod ihres Mannes übernahm sie faktisch die Regierungsgeschäfte und ließ ihr unliebsame Personen ermorden. Ungeachtet der ihr zugeschriebenen Grausamkeit erwies sie sich als fähige Verwalterin.

## Herkunft und Ehe mit Liu Bang
Lü Zhis Vater Lü Wen war Beamter in Danfu während der späten Qin-Dynastie. Die Umstände ihrer Heirat mit Liu Bang (dem späteren Gaozu) sollen folgendermaßen ausgesehen haben:
Der damalige Gesetzlose Liu Bang soll bei einem Überfall in Danfu Lü Wen durch sein Auftreten derart beeindruckt haben, dass er gedacht habe, dieser könne eines Tages ein bedeutender Mann sein. So habe er ihm Lü Zhi zur Frau gegeben.
Lü Zhi gebar ihm in der Folgezeit zuerst die spätere Prinzessin Luyuan und dann, 210 v. Chr., den späteren Kaiser Han Huidi, Liu Ying. In diesen Jahren zog sie mit Liu Bang kontinuierlich im Land umher, ließ sich aber dann bei ihrem Schwiegervater Liu Zhijia nieder und sah ihren Mann, der sich der Rebellion Chen Shengs angeschlossen hatte, nur selten.
Nach dem Ende der Qin-Dynastie wurde Liu Bang 207 v. Chr. Prinz von Han (modernes Sichuan, Chongqing und südliches Shaanxi). Lü Zhi blieb jedoch in seinem ursprünglichen Wohnort in Pei (modernes Xuzhou und Jiangsu). Möglicherweise wurde sie von Xiang Yu, einem anderen prominenten Aufständischen, zurückgehalten. Als im selben Jahr Kämpfe zwischen Liu Bang und Xiang Yu ausbrachen, ließ letzterer sie allerdings unbehelligt.
Auf einem Kriegszug gegen Xiang Yu im Jahre 205 v. Chr. zog Liu auch durch Pei und versuchte seine Familie zurück nach Han zu nehmen. Während ihm dies im Falle seiner Kinder gelang, gerieten Lü Zhi, Liu Zhijia und einer der Anhänger Lius, Shen Yiji, zusammen in Xiang Yus Gefangenschaft. Es wird für möglich erachtet, dass die spätere Liebesaffäre zwischen Lü Zhi und Shen Yiji hier ihre Wurzeln hatte.
Gegen Ende des Krieges wurde es Lü und ihrem Schwiegervater im Zuge einer Übereinkunft zwischen Liu Bang und Xiang Yu gestattet nach Han zu ziehen, wo Lü den Titel einer Prinzessin von Han erhielt.
Als Liu Bang den Waffenstillstand brach und Xiang Yu 203 v. Chr. besiegte, machte er sich selbst zum Kaiser und stattete seine Frau mit dem Titel Kaiserin aus, während ihr gemeinsamer Sohn Kronprinz wurde.

## Lü Zhi als Kaiserin
Da es noch sehr viele Unruhen im Reich gab, wohnte Lü Zhi in der Hauptstadt Chang’an. Zu dieser Zeit begann der Kaiser eine seiner Konkubinen, Qi, besonders zu favorisieren. Ihr Sohn, Prinz Ruyi, wurde 199 v. Chr. Prinz von Zhao, wobei er Luyuans Mann Zhang Ao in dieser Funktion ersetzte. Qi soll ebenso den Kaiser mehrfach gebeten haben, ihren Sohn anstelle Liu Yings zum Kronprinzen zu machen. Lü Zhi erwies sich als fähige Verwalterin der Kernlande des Reiches. Als der Kaiser 196 v. Chr. Krieg gegen den aufständischen Chen Xi, den Grafen von Yangxia, führte, bat dieser den General Han Xin, einen Rebellionsversuch in der Hauptstadt zu unternehmen. Mit Unterstützung He Xiaos soll Lü Zhi Han zu einem Treffen eingeladen haben. Als er erschien, sollen ihn die Palastwachen ermordet haben. Lü bestrafte außerdem Hans Familie. Im selben Jahr widerfuhr dem Prinzen von Liang, Peng, ein ähnliches Schicksal. Dieser war vom Herrscher des Aufruhrs verdächtigt und nach Qingyi (modernes Ya’an, Sichuan) verbannt worden, begegnete aber auf dem Weg dorthin der Kaiserin, vor welcher er seine Unschuld beteuert haben soll. Sie soll eingewilligt haben, diese dem Kaiser gegenüber zu vertreten und gemeinsam reisten sie nach Luoyang, wo der Herrscher sich aufhielt. Dort soll Lü Zhi aber dem Kaiser geraten haben, Peng auf keinen Fall exilieren zu lassen, da er sofort einen Aufstand anzetteln würde, falls er in Freiheit käme. So wurde Peng hingerichtet und seine Familie verfolgt. Lü Zhi unterband auch einen Versuch des Kaisers, Liu Ying, dessen Charakter er für zu weich hielt, in der Thronfolge durch Ruyi zu ersetzen.
Als Gaozu 195 v. Chr. starb, wurde Liu Ying als Han Huidi Kaiser und Lü Zhi Kaiserinwitwe.

## Lü Zhi als Kaiserinwitwe
Als Kaiserinmutter baute Lü Zhi sofort ihre Machtposition aus. Sie ließ die ehemalige Konkubine Qi inhaftieren und Ruyi, der auf seinen Gütern weilte, in die Hauptstadt rufen. Unterstellt wird ihr hierbei die Absicht der Tötung Ruyis und seiner Mutter. Ruyi soll zunächst von seinem Berater Zhou Chang vom Kommen abgehalten worden sein, doch nachdem Lü Zhi diesen an den Kaiserhof rief, folgte auch Ruyi dorthin. Huidi soll seinen Halbbruder vor seiner Mutter zu schützen versucht haben, sodass sie ihren Mordplan einige Monate lang nicht ausführen konnte. Als Ruyi im Winter 195 v. Chr. auf der Jagd war, ließ sie ihn mit vergiftetem Wein umbringen. Qi wurde verstümmelt. Als Reaktion auf diese Taten zog sich Huidi immer mehr von den Regierungsgeschäften zurück.
Im Winter 194 v. Chr. besuchte Liu Fei, Prinz von Qi und Sohn Gaozus und dessen Nebenfrau Cao, die Hauptstadt. Kaiser Huidi soll ihm an der Tafel einen Sitz, der höherrangig war als sein eigener, angeboten haben. Die Kaiserinmutter habe dies gesehen und befohlen, Liu Fei vergifteten Wein zu bringen. Als dieser zum Trinken ansetzte, habe der Kaiser, der die Angelegenheit in diesem Moment durchschaut habe, selbst Lius Becher ergriffen, so dass es aussah, als wolle er den darin enthaltenen Wein trinken. Daraufhin sei die Kaiserinmutter aufgesprungen und habe ihrem Sohn den Becher entrissen. Liu Fei kehrte anschließend in sein Fürstentum zurück. 192 v. Chr. begann Lü ihre Affäre mit Shen Yiji. Ebenfalls in diesem Jahr machte ihr der Anführer der Xiongnu, Modu, einen Heiratsantrag, den sie jedoch abwies. Stattdessen verheiratete sie ihn, im Angesicht der militärischen Stärke der Xiongnu, mit einer Prinzentochter. 191 v. Chr. heiratete der Kaiser Luyuans Tochter Zhang Yan. Da die Ehe jedoch kinderlos blieb, soll Lü Zhi ihr befohlen haben, sich acht Jungen auszusuchen, ihre Mütter töten zu lassen und die Kinder anschließend zu adoptieren. Allerdings ist in der Forschung umstritten, ob diese Jungen nicht Söhne Huidis und seiner Konkubinen waren. 188 v. Chr. starb Huidi und eines der möglicherweise adoptierten Kinder, Liu Gong, wurde als Qianshao Kaiser. Lü Zhi regierte aber weiterhin faktisch das Reich.

## Lü Zhi als Kaiseringroßwitwe
In ihrer Position als Kaiseringroßwitwe hob Lü Zhi ein Gesetz Gaozus auf, das besagte, sie dürfe keine Prinzentitel an Angehörige des Hochadels verleihen. Als der Kanzler Wang Ling hiergegen Widerspruch anmeldete, der Vizekanzler Chen Ping und der Befehlshaber der Streitkräfte Zhou Bo ihr aber Zustimmung signalisierten, versetzte sie den Kanzler zuerst in die Position eines Lehrers des Kaisers, schickte ihn als Herrscher von Anguo (modernes Baoding, Hebei) eben dorthin. Kanzler wurde nun Chen Ping, Vizekanzler Shen Yiji. In den folgenden Jahren machte sie ihren Enkel Zhang Yan, nicht zu verwechseln mit seiner Schwester gleichen Namens, zum Prinzen von Lu, sowie möglicherweise folgende ihrer Familienmitglieder ebenfalls zu Prinzen:
- Lü Tai, den Sohn ihres Bruders Lü Ze, 186 v. Chr. (er starb allerdings schon in diesem Jahr) zum Prinzen von Lü
- Lü Chan, den Sohn Lü Tais, 182 v. Chr. anstelle seines Bruders Lü Jia zum Prinzen von Lü, 181 v. Chr. zum Prinzen von Liang
- Lü Lu, den Sohn ihres Bruders Lü Shizhi, 181 v. Chr. zum Prinzen von Zhao, Lü Tong, Sohn Lü Tais, 181 v. Chr. zum Prinzen von Yan.

Außerdem stattete sie ihre Schwester Lü Xu, Gräfin von Lingguang, 184 v. Chr. mit Ländereien aus.
Wohl im Jahr 184 v. Chr. erfuhr Kaiser Qianshao, dass Zhang Yan nicht seine Mutter war, woraufhin ihn Lü Zhi, während sie öffentlich verkündete, dass er krank sei, inhaftieren ließ. Unter dem Vorwand, er sei regierungsunfähig, wurde er durch seinen Bruder Liu Yi, der dann als Houshao Kaiser wurde, ersetzt und ermordet.

## Tod
180 v. Chr. opferte Lü Zhi den Göttern in Bashang. Auf der Rückreise in die Hauptstadt soll sie eine Vision gehabt haben, in der ein blauhaariger Hund vorkam. Dieser soll als Geist Ruyis gedeutet worden sein. Bald darauf erkrankte sie und starb im selben Jahr. Sie wurde bei ihrem Ehemann beerdigt. Nach ihrem Tod blieb die wahre Macht vorerst weiter in den Händen ihrer Familie, des Lü-Clans.